# Ancylorhynchus quadrimaculatus
Ancylorhynchus quadrimaculatus là một loài ruồi trong họ Asilidae. Ancylorhynchus quadrimaculatus được Loew miêu tả năm 1858. Loài này phân bố ở vùng nhiệt đới châu Phi.